# 류위 (가수)
류위(중국어 간체자: 刘宇, 정체자: 劉宇, 병음: Liú Yǔ, 한자음: 류우, 2000년 8월 24일 ~ )은 중국의 가수이자 무용가, 배우이다. 소속사는 삐요삐요 문화이다.